# 核兵器廃絶に向けた取り組みの強化を求める決議
核兵器廃絶に向けた取り組みの強化を求める決議（かくへいきはいぜつにむけたとりくみのきょうかをもとめるけつぎ）は、第171国会（常会）の衆議院本会議および参議院本会議において可決された決議。2009年（平成21年）6月16日に衆議院（第171回衆議院決議第6号）で、翌17日に参議院（第171回参議院決議第6号）で、それぞれ全会一致で可決された。両決議はほぼ同じ内容であるものの、議院における決議なので各々独立した決議である。

## 沿革
「核兵器廃絶に向けた取り組みの強化を求める決議」は、衆議院本会議では2009年（平成21年）6月16日に、参議院本会議では翌17日に、いずれも全会一致で可決された決議である。衆議院では小坂憲次衆議院議員（衆議院議院運営委員長）ほか12名が、参議院では西岡武夫参議院議員（参議院議院運営委員長）ほか8名が提案した。
本決議はいずれも、決議本文中でも触れられているように、同年4月5日にバラク・オバマ米大統領が行った演説の中で「私は明白に、信念とともに、米国が核兵器のない平和で安全な世界を追求すると約束します。（I state clearly and with conviction America's commitment to seek the peace and security of a world without nuclear weapons. ）」と、核廃絶に向けた決意を表明したことに呼応して行われたものである。また、同年5月25日に北朝鮮（朝鮮民主主義人民共和国）が行った核実験を受けて、翌26日に衆議院本会議で、同月27日に参議院で、それぞれ可決された「北朝鮮核実験実施に対する抗議決議」（第171回衆議院決議第5号、第171回参議院決議第5号）も踏まえている。

## 全文

### 衆議院
核兵器廃絶に向けた取り組みの強化を求める決議案（第171回、衆議院決議第6号）
　わが国は、唯一の被爆国として、世界の核兵器廃絶に向けて先頭に立って行動する責務がある。他方、冷戦後の現在においても、核兵器のみならず、核爆弾搭載可能なミサイルの開発、核物質や核技術の流出、拡散等の脅威はむしろ高まりつつある。我々はこの現実を重く受け止め、非核保有国等と連携をとり、核保有国の理解を求め、核軍縮・核不拡散の取り組みと実効性ある査察体制の確立を積極的に進めるべきである。
　去る四月五日、オバマ米国大統領は「核兵器のない世界」を追求する決意を表明した。また、国連安全保障理事会も北朝鮮の核実験に対し国連安保理決議第一八七四号等で断固たる拒否の姿勢を示した。政府はこの機会を捉え、核兵器廃絶の動き、とりわけ北朝鮮の核問題を含む地域の核廃絶への対応を世界的な潮流とすべく努力しなければならない。二〇一〇年核拡散防止条約（NPT）再検討会議において、そのために主導的役割を果たすとともに、核保有国をはじめとする国際社会に働きかけ、包括的核実験禁止条約（CTBT）の早期発効や兵器用核分裂物質生産禁止（カットオフ）条約の推進など、核廃絶・核軍縮・核不拡散に向けた努力を一層強化すべきである。
　右決議する。

### 参議院
核兵器廃絶に向けた取り組みの強化を求める決議（第171回、参議院決議第6号）
　わが国は、唯一の被爆国として、これまで世界の核兵器廃絶に向けて、一九九四年以来、国連総会へ「核兵器の究極的廃絶に向けた核軍縮」決議案提出など、先頭に立って活動してきたが、これからも、一層行動する責務がある。
　しかし、冷戦後の現在においても、核兵器のみならず、核爆弾搭載可能なミサイルの開発、核物質や核技術の流出、拡散等の脅威はむしろ高まりつつある。この状況を打開する為、去る四月五日、オバマ米国大統領は「核兵器のない世界」を追求する決意を表明した。また、国連安全保障理事会も北朝鮮の核実験に対し国連安保理決議第一八七四号等で断固たる拒否の姿勢を示した。
　我々はこの事態を重く受け止め、核保有国・非核保有国等と連携をとり、核軍縮、核不拡散の取り組みと実効性ある査察体制の確立を積極的に進めるべきである。また、政府はこの機会を捉え、二〇一〇年核兵器不拡散条約（NPT）運用検討会議において、主導的役割を果たすとともに、核保有国をはじめとする国際社会に働きかけ、包括的核実験禁止条約（CTBT）の早期発効や兵器用核分裂性物質生産禁止条約（カットオフ条約）の推進など、核廃絶・核軍縮・核不拡散に向けた努力を一層強化すべきである。
　右決議する。